# گرانزبیت
گرانزبیت (به آلمانی: Gransebieth) یک شهر در آلمان است که در فرپومرن-روگن واقع شده‌است. گرانزبیت ۶۶۳ نفر جمعیت دارد.